# L'anno dell'uragano
L'anno dell'uragano (The Big Blow 1997) è un romanzo breve dello scrittore statunitense Joe R. Lansdale, pubblicato in Italia nel 2004. L'opera, inizialmente pubblicata come racconto nella raccolta dal titolo Revelations del 1997, si è aggiudicata il premio Bram Stoker come migliore long fiction del 1997 e, ampliata e sviluppata, è stata successivamente ripubblicata come romanzo breve nel 2000.
Il romanzo narra l'immaginario esordio sportivo dello storico pugile Jack Johnson, ambientando le vicende nei giorni tra il 4 e il 9 settembre 1900, in concomitanza con l'uragano atlantico che sconvolse e distrusse la città di Galveston (Texas). La tempesta descritta nel libro ancora oggi è ricordata come la peggiore catastrofe naturale mai avvenuta negli Stati Uniti.

## Trama
(Joe R. Lansdale, L'anno dell'uragano)
"Lil" Arthur John Johnson, che diventerà il primo afroamericano campione di pesi massimi con il nome di Jack Johnson, durante un incontro clandestino di pugilato, tenutosi nella città natale di Galveston, riesce a sconfiggere il bianco Forrest Thomas aggiudicandosi il titolo di campione locale. Ronald Beams, l'equivoco e razzista presidente dello Sporting Club di Galveston, assolda il pugile Jim McBride per affrontare il campione di colore e riportare il titolo nelle mani di un bianco. La scelta dello sfidante, tuttavia, seppure appoggiata da tutti i membri del club sportivo, espone Beams ai capricci del violento pugile che si insedia nella casa di tolleranza della città texana, non disdegnando di sfogare i propri istinti animaleschi picchiando le prostitute e massacrando a pugni i manovali del porto per allenarsi in vista dell'incontro. A Jim McBride è stato promesso un premio ulteriore di cinquecento dollari se riuscirà non solo a sconfiggere "Lil" Arthur, ma anche ad ucciderlo.
"Lil" Arthur, è ben conscio del pericolo cui va incontro, ma è comunque deciso a non tirarsi indietro, spinto dall'orgoglio e dal desiderio di riscatto sociale che otterrebbe in caso di vittoria.
Nel frattempo una tempesta di eccezionale potenza si sta sviluppando nel Golfo del Messico, le cui prime avvisaglie sono sottovalutate dagli abitanti di Galveston che continuano a trascorrere le giornate nel consueto modo. Le vicende dei pugili si intrecciano con quelle di alcuni abitanti fino al momento in cui l'uragano esploderà in tutta la sua potenza spazzando via le case e cancellando la città. I due pugili, nonostante il cataclisma in corso, decidono comunque di affrontarsi e combattono con accanimento fino a quando, giunti al culmine dell'incontro,  vengono spazzati via dal vento insieme allo Sporting Club. I due avversari e nemici si ritrovano la mattina dopo in una Galveston spettrale, sopravvissuti miracolosamente grazie alla propria determinazione. Si separanno definitivamente stavolta ben consci del rispettivo valore.

## Edizioni
- (EN) Joe R. Lansdale, The Big Blow, Subterranean Press, 2000, ISBN 978-1-892284-98-3.
- Joe R. Lansdale, L'anno dell'uragano, traduzione di U. Rossi, Collezione Dark immaginario, Fanucci, 2004, ISBN 88-347-1029-0.